# Coleophora hartigi
Coleophora hartigi é uma espécie de mariposa do gênero Coleophora pertencente à família Coleophoridae.